# Gradeta

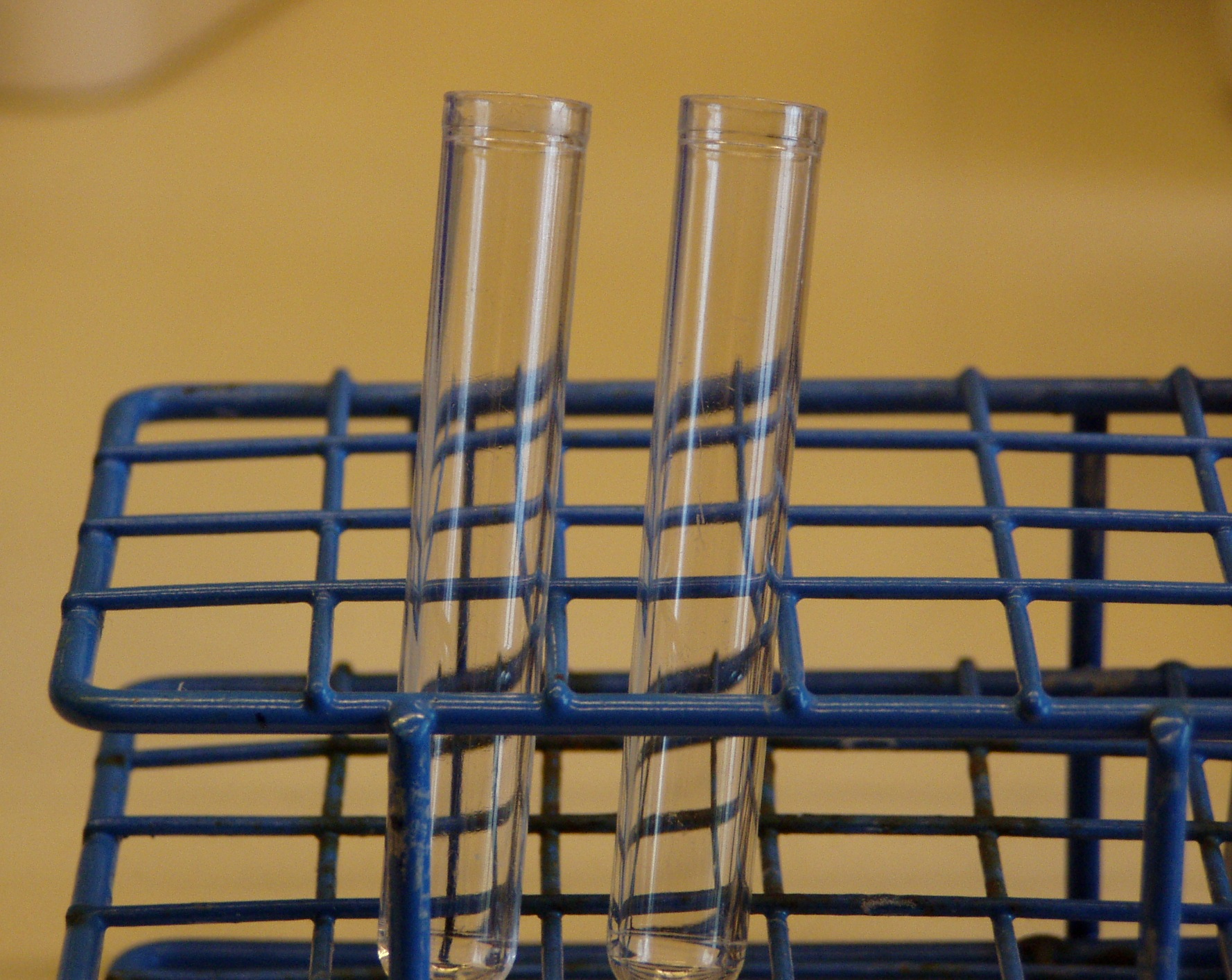
Una gradeta amb dos tubs d'assaig.

Una gradeta és un instrument de laboratori que té per finalitat mantenir-hi drets tot tipus de tubs o vials, incloent tubs d'assaig, tubs d'hemòlisi, tubs de centrífuga, tubs eppendorf, criovials, etc. Existeixen diversos tipus de gradetes (materials i mides) adaptades a les dimensions dels tubs i als seus usos.
Gràcies a les gradetes s'aconsegueix una major comoditat en treballar al laboratori, ja que sense elles es necessitaria un altre sistema per a sostenir els tubs per tal de prevenir la seva caiguda, el vessament del seu contingut o altres incidents.